# Faculdade do Sul da Bahia
A Faculdade do Sul da Bahia (FASB) é uma instituição de ensino superior brasileira, situada em Teixeira de Freitas, estado da Bahia. Está distribuída em duas unidades: o Campus I está localizado no bairro Bela Vista; e o Campus II, no bairro Mirante do Rio.

## História
Em 1988 foi fundado o Instituto Francisco de Assis (IFA), trazendo educação de excelência nas áreas de ensino infantil, fundamental e médio. O problema é que Teixeira de Freitas contava somente com cursos de licenciatura, o que fazia muitos estudantes egressos do ensino médio se deslocarem para outros municípios em busca de formação superior. Cidades como Vitória (ES), Ilhéus (BA) e Teófilo Otoni (MG) eram os destinos mais próximos para se opter diploma em bacharel.
A Fundação Francisco de Assis, manentedora do IFA, resolveu então criar a sua própria instituição de ensino superior para que os seus alunos egressos não precisassem mais evadir do município. Então no dia 6 de agosto de 2001, fundou a Faculdade do Sul da Bahia (FASB). A instituição foi credenciada pela Portaria MEC nº 1.694 e passou a operar no mesmo prédio em que o IFA se encontrava.

## Cursos
A Faculdade do Sul da Bahia oferece 8 cursos de graduação na modalidade presencial e cursos de pós-graduação na área de direito, educação, engenharia, gestão e negócios e saúde.
| GRADUAÇÃO - Administração - Biomedicina - Ciências Contábeis - Direito - Enfermagem - Engenharia Civil - Engenharia de Controle e Automação - Engenharia de Produção | PÓS-GRADUAÇÃO - Direito - Direito Civil e Processual Civil - Direito Penal e Processual Penal - Direito do Trabalho e Processual do Trabalho - Educação - Docência Superior - Educação Infantil - Gestão Educacional - Língua Portuguesa e Literatura Brasileira - Psicopedagogia Clínica e Institucional - Engenharia - Engenharia de Segurança do Trabalho - MBA em Gestão e Engenharia de Bioenergia, Petróleo e Gás - Gestão e Negócios - Gestão Ambiental - MBA em Gestão de Financeira, Auditoria e Controladora - MBA em Gestão de Negócios e Pessoas - MBA em Gestão Pública Municipal - MBA em Gestão de Recursos Humanos - MBA em Gestão de Projetos - MBA em Logística - Saúde - Análises Clínicas e Toxicológicas - Enfermagem Obstétrica - Enfermagem do Trabalho - Urgência e Emergência |

## Direção e Coordenação
Diretora Geral: Lay Alves Ribeiro (Ir. Cristina)
Diretor Executivo: Nelson Freire Motta
Diretor Administrativo/Financeiro:Ir. Leidiana Luciano (Pro tempore)
Diretor Acadêmico: Ir. Leidiana Luciano
- Administração: Prof. Esp. Rinaldo Jefferson Sampaio
- Biomedicina:Prof. MsC. Wagner Gonçalves Macena
- Ciências Contábeis:Profa.  Esp. Neuma Ferreira Tigre
- Direito:Profa. Drª. Olga Suely Soares de Souza
- Enfermagem:Profª. MsC. Maria Celia Ferreira Danese
- Engenharia Civil:Profa.  Esp. Dayanne Severiano Meneguete
- Engenharia de Controle e Automação:Prof. Esp. Carlos Alberto Dantas da Costa
- Engenharia de Produção:Prof. Esp. Carlos Alberto Dantas da Costa